# George Wilhelm von Sydow
George Wilhelm von Sydow (* 11. Juni 1699 in Blumberg; † 31. März 1767 in Altdamm) war ein preußischer Landrat. Er stand von 1754 bis zu seinem Tode dem Randowschen Kreis in Pommern vor.
Er stammte aus der uradligen Familie von Sydow. Sein Vater George Heinrich von Sydow (* 1661; † 1725) war Erbherr auf Blumberg und Offizier zunächst in dänischen und dann in schwedischen Diensten gewesen, aus denen er 1696 als Oberstleutnant ausgeschieden war. Seine Mutter Eleonore (* 1674; † 1732) war eine Tochter von Esaias von Pufendorf, einem Diplomaten in schwedischen und dänischen Diensten. Sein älterer Bruder Carl Friedrich von Sydow (* 1698; † 1763) wurde Landrat und Landesdirektor, sein jüngerer Bruder Gustav Adolph von Sydow (* 1715; † 1772) wurde preußischer Offizier, zuletzt Generalmajor und Chef eines Garnisonsregiments.
George Wilhelm von Sydow diente von 1715 bis 1725 in der preußischen Armee.
Nach dem Tod seines Vaters erbte er einen Anteil von 1/4 des Gutes Woltersdorf. 1736 und 1739 kaufte er die weiteren Anteile an Woltersdorf. Doch geriet er in wirtschaftliche Schwierigkeiten und musste Woltersdorf 1752 an seinen Bruder Carl Friedrich von Sydow verkaufen.
Im Jahre 1754 wurde George Wilhelm von Sydow Landrat des Randowschen Kreises. Er folgte in diesem Amt seinem älteren Bruder Carl Friedrich von Sydow, der seit 1743 Landrat gewesen war und um 1754 Landesdirektor in Vorpommern wurde. George Wilhelm von Sydow wohnte als Landrat in der Stadt Altdamm, östlich von Stettin. Er übte das Amt als Landrat bis zu seinem Tode 1767 aus; im Amt folgte ihm Carl Bogislav von Ramin.
Er heiratete 1726 Sabine Eleonore (* 1697; † 1777), ebenfalls eine geborene von Sydow. Aus der Ehe gingen neun Kinder hervor.